# Eufemia ołomuniecka
Eufemia (ur. 1115; data śmierci nieznana) – księżniczka morawska.
Eufemia była córką księcia ołuminieckiego Ottona II Czarnego i Zofii z Bergu. Tradycyjnie badacze sądzą, że w latach 1143–1144 poślubiła księcia ruskiego Światopełka Mścisławowicza. Małżeństwo było bezpotomne. Pogląd ten zakwestionował Dariusz Dąbrowski. Jego zdaniem w momencie zawierania ślubu licząca blisko 30 lat Eufemia była już zbyt zaawansowana wiekiem by zawierać pierwszy związek małżeński. Żoną księcia Światopełka była raczej nieznana źródłom jej siostra.